# Шид (округ Лученець)
Шид (словац. Šíd) — село, громада округу Лученець, Банськобистрицький край, центральна Словаччина, регіон Новоград. Кадастрова площа громади — 15,24 км². Протікає Чамовський потік.
Населення 1307 осіб (станом на 31 грудня 2017 року).

## Історія
Шид згадується в 1365 році.

## Населення
| Рік:            | 1994. | 2004.   | 2014.    | 2024.    |
| --------------- | ----- | ------- | -------- | -------- |
| Кількість осіб: | 1082  | 1135    | 1284     | 1431     |
| Різниця:        |       | +4,89 % | +13,12 % | +11,44 % |

| Рік:            | 2023. | 2024.   |
| --------------- | ----- | ------- |
| Кількість осіб: | 1429  | 1431    |
| Різниця:        |       | +0,13 % |